# Douglas Rushkoff
Douglas Rushkoff (ur. 18 lutego 1961) – amerykański socjolog, pisarz, teoretyk mediów, publicysta, wykładowca, scenarzysta komiksowy i dokumentarzysta. 
Laureat prestiżowej Nagrody im. Neila Postmana za zdobycze intelektualne w sferze publicznej. Jest uznawany za jednego z najważniejszych specjalistów zajmujących się nowymi mediami, popkulturą i ich wzajemnym przenikaniem się. 
Dodatkowo w sferze zainteresowań Rushkoffa znajduje się funkcjonowanie mediów i ich wpływ na zmiany społeczne i duchowe, w czym widać wyraźne inspiracje Rushkoffa twórczością słynnego kanadyjskiego teoretyka komunikacji Marshalla McLuhana. 
Zasłynął swoimi analizami początków cyberkultury, cyberpunka, kultury rave i acid house.